# 24/7 (3T)
24/7 is een nummer van de Amerikaanse boyband 3T uit 1996. Het is de tweede single van hun debuutalbum Brotherhood.
Het nummer werd alleen in Europa en Oceanië uitgebracht. In een aantal landen werd het nummer een bescheiden hit. In de Nederlandse Top 40 haalde het de 16e positie.